# Сиера Маестра
Сиера Маестра (на испански: Sierra Maestra) е най-голямата и най-високата планинска верига в Куба. В нея се намира и най-високата точка на страната - връх Пико Туркино (2000 м). Масивът се намира в югоизточната част на Куба, дълъг е 140 km и се простира през 3 провинции - Гранма, Сантяго де Куба и Гуантанамо. Тук се намира и „Големият национален парк Сиера Маестра“ (Gran Parque Nacional Sierra Maestra).

## История
Сиера Маестра има дълга история на партизанската война, започвайки със съпротивата на таино на Гуама (убит през 1532 г.), нациите нео-таино, избягали от робските култури, Десетгодишната война (1868–1878) и Кубинската война за независимост (1895–1898) и различни по-малки конфликти като Расовата война от 1912 г. и въстанията на Антонио Гитерас (убит 1935 г.) срещу Херардо Мачадо (президент на Куба от 1925 до 1933 г.) и Фулхенсио Батиста (президент 1940–1944 г. и 1952–1959).
На 2 декември 1956 г. с яхтата Гранма на остров Куба пристигат 82 революционери. Между тях са Фидел Кастро, Че Гевара, Камило Сиенфуегос, Раул Кастро и други дейци на кубинската революция. От тях остават живи 17. Те се крият в горите на Сиера Маестра и подготвят партизанската война, която на 1 януари 1959 г. сваля правителството на Фулхенсио Батиста. Последният успява в новогодишната нощ да избяга в Доминиканската република.

## Орнитология
Наличие на кубинския подвид белоклюн кълвач, който днес вероятно е изчезнал, е докладвано, но не е потвърдено в Сиера Маестра през 1998 г.; остава най-вероятното местообитание за популация на вида. Планинската верига също е домакин на популация от зимуващи Catharus bicknelli.